# Show of Hands (Robert Fripp)
Show of Hands è un album di Robert Fripp and The League of Crafty Guitarists, pubblicato nel 1991.

## Descrizione
Tutti i brani sono eseguiti, con o senza Fripp, da allievi dei seminari Guitar Craft da lui fondati e diretti. All'album, oltre Fripp stesso, partecipano in tutto diciotto musicisti. Cinque pezzi sono scritti e cantati interamente a cappella da Patricia Leavitt; il brano The Moving Force include un obbligato di viola scritto ed eseguito da Cathy Stevens su un tema per chitarra di Fripp; gli altri sono tutti brani per chitarre acustiche amplificabili eseguiti da formazioni variabili e composti dagli stessi allievi ad eccezione di Eye of the Needle (di Fripp) già apparso in versione embrionale su Live! (1986) e qui presentato nella sua forma definitiva. L'album fu registrato totalmente in diretta, senza sovraincisioni, presso uno degli studi di registrazione del Manhattan Center a New York.

## Tracce
1. Listen – 0:47 (Patricia Leavitt)
2. Eye of the Needle – 2:57 (Robert Fripp)
3. Askesis – 2:07 (Tony Geballe)
4. Bicycling to Afghanistan – 3:00 (Curt Golden)
5. Here Comes My Sweetie – 0:47 (Leavitt)
6. An Easy Way – 2:16 (Bert Lams)
7. Scaling the Whales – 2:36 (Steve Ball)
8. The Moving Force – 1:50 (Fripp, viola obbligato: Cathy Stevens)
9. A Connecticut Yankee in the Court of King Arthur – 2:27 (Nigel Gavin)
10. This Yes – 2:08 (Leavitt)
11. Are You Abel? (Ready and Able to Rock'n'Roll) – 1:15 (Ralph Gorga)
12. Spasm for Juanita – 2:14 (Gorga)
13. Hard Times – 2:40 (Gorga)
14. Burning Siesta – 1:22 (Hernán Nuñez)
15. Empty Magazine – 1:50 (Leavitt)
16. Circulation – 2:24 (The League of Crafty Guitarists)
17. Chiara – 1:09 (Lams)
18. Asturias – 3:19 (Lams)
19. Ease God's Sorrow – 1:49 (Leavitt)

## Formazione
- Robert Fripp – chitarra acustica
- Patricia Leavitt – voce a cappella (tracce: 1, 5, 10, 15, 19)
- Cathy Stevens – viola (traccia: 8)
- The League of Crafty Guitarists – chitarre acustiche:

Steve Ball
Tobin Buttram
Guido Ernst
Nigel Gavin
Tony Geballe
Curt Golden
Ralph Gorga
Trey Gunn
Steve Jolemore
Bert Lams
Victor McSurely
Hideyo Moriya
Hernán Nuñez
David Pittaway
Paul Richards
Pietro Russino